# 坂田純一
坂田 純一（さかた じゅんいち）は、日本の男性アニメーター、アニメーション演出家、アニメーション監督。青森県十和田市出身。

## 参加作品

### テレビアニメ
1983年
- みゆき（1983年 - 1984年、絵コンテ・演出）

1984年
- 宗谷物語（絵コンテ）
- 超攻速ガルビオン（絵コンテ・演出）
- ガラスの仮面（絵コンテ・演出）

1985年
- 魔法の妖精ペルシャ（絵コンテ）
- タッチ（1985年 - 1987年、絵コンテ・演出）
- 超獣機神ダンクーガ（絵コンテ）

1986年
- うる星やつら（1981年版）（絵コンテ・演出）

1987年
- 陽あたり良好!（1987年 - 1988年、絵コンテ・演出）

1988年
- それいけ!アンパンマン（1988年 - 、絵コンテ・演出）

1989年
- YAWARA!（1989年 - 1992年、絵コンテ・演出）
- ダッシュ!四駆郎（1989年 - 1990年、絵コンテ・演出）

1993年
- 風の中の少女 金髪のジェニー（絵コンテ・演出）

1994年
- 白雪姫の伝説（絵コンテ）
- D・N・A² 〜何処かで失くしたあいつのアイツ〜（監督）

1995年
- あずきちゃん（1995年 - 1998年、絵コンテ・演出）

1998年
- カードキャプターさくら（1998年 - 2000年、絵コンテ・演出）
- 時空探偵ゲンシクン（1998年 - 1999年、絵コンテ）
- ポポロクロイス物語（1998年 - 1999年、絵コンテ）

1999年
- メダロット（1999年 - 2000年、絵コンテ・演出）

2000年
- 幻想魔伝 最遊記（絵コンテ）
- 人造人間キカイダー THE ANIMATION（絵コンテ）

2001年
- サイボーグ009 THE CYBORG SOLDIER（2001年 - 2002年、絵コンテ）
- The Soul Taker 〜魂狩〜（絵コンテ）
- よばれてとびでて!アクビちゃん（絵コンテ・演出）

2002年
- 朝霧の巫女（絵コンテ）
- フルメタル・パニック!（絵コンテ）
- ちょびっツ（絵コンテ）
- ギャラクシーエンジェル（2002年 - 2003年、絵コンテ）
- 超重神グラヴィオン（絵コンテ）

2003年
- LAST EXILE（絵コンテ）
- D・N・ANGEL（絵コンテ）
- カレイドスター（絵コンテ）
- GAD GUARD（絵コンテ）
- フルメタル・パニック? ふもっふ（絵コンテ）
- WOLF'S RAIN（絵コンテ）

2004年
- KURAU Phantom Memory（絵コンテ）
- 天上天下（絵コンテ）
- MONSTER（2004年 - 2005年、絵コンテ）
- お伽草子（絵コンテ）

2005年
- エレメンタル ジェレイド（絵コンテ）
- SPEED GRAPHER（絵コンテ）
- 魔法少女リリカルなのはA's（絵コンテ）
- まじめにふまじめ かいけつゾロリ（2005年 - 2007年、絵コンテ）
- 闘牌伝説アカギ 〜闇に舞い降りた天才〜（2005年 - 2006年、絵コンテ）

2006年
- NANA（2006年 - 2007年、絵コンテ）
- 獣王星（絵コンテ）
- スパイダーライダーズ 〜オラクルの勇者たち〜（絵コンテ）
- いぬかみっ!（絵コンテ）
- Project BLUE 地球SOS（絵コンテ）
- 蒼天の拳（2006年 - 2007年、絵コンテ）
- 天保異聞 妖奇士（2006年 - 2007年、絵コンテ）

2007年
- 風のスティグマ（監督・絵コンテ・演出）
- ひとひら（絵コンテ）

2008年
- 逆境無頼カイジ（絵コンテ）
- 秘密 〜The Revelation〜（絵コンテ）
- チーズスイートホーム（絵コンテ）
- 狂乱家族日記（絵コンテ）
- ストライクウィッチーズ（絵コンテ）

2009年
- イナズマイレブン（絵コンテ）
- ONE OUTS -ワンナウツ-（絵コンテ）
- はじめの一歩 New Challenger（絵コンテ）
- アスラクライン（絵コンテ）
- 咲-Saki-（絵コンテ）
- よくわかる現代魔法（絵コンテ）
- アスラクライン2（絵コンテ）
- けんぷファー（絵コンテ）

2010年
- HEROMAN（絵コンテ）
- 爆丸バトルブローラーズ ニューヴェストロイア（絵コンテ）

2011年
- 青の祓魔師（絵コンテ・演出）
- 爆丸バトルブローラーズ ガンダリアンインベーダーズ（絵コンテ）
- HUNTER×HUNTER（第2作、絵コンテ）

2013年
- ムシブギョー（絵コンテ）
- ロウきゅーぶ!SS（絵コンテ）
- ファンタジスタドール（絵コンテ）
- BLAZBLUE ALTER MEMORY（絵コンテ）

2014年
- マギ The kingdom of magic（絵コンテ）
- フューチャーカード バディファイト（2014年 - 2015年、絵コンテ）
- ソウルイーターノット!（絵コンテ）
- モモキュンソード（絵コンテ）
- プリパラ（2014年 - 2016年、絵コンテ）

2015年
- 俺物語!!（絵コンテ）
- フューチャーカード バディファイト100（2015年 - 2016年、絵コンテ）

2016年
- ネトゲの嫁は女の子じゃないと思った?（絵コンテ）
- フューチャーカード バディファイトDDD（2016年 - 2017年、絵コンテ）
- クロムクロ（絵コンテ）
- タイムボカン24（絵コンテ）

2017年
- サクラダリセット（絵コンテ）
- フューチャーカード バディファイトX（2017年 - 2018年、絵コンテ）
- 時間の支配者（絵コンテ）
- マーベル フューチャー・アベンジャーズ（2017年 - 2018年、絵コンテ）
- サクラクエスト（絵コンテ）

2018年
- フューチャーカード バディファイトX オールスターファイト（絵コンテ）
- カードキャプターさくら クリアカード編（絵コンテ）
- レイトン ミステリー探偵社 〜カトリーのナゾトキファイル〜（絵コンテ）
- 青春ブタ野郎はバニーガール先輩の夢を見ない（絵コンテ）
- 中間管理録トネガワ（絵コンテ）

2019年
- からくりサーカス（絵コンテ）
- キラッとプリ☆チャン（2019年 - 2021年、絵コンテ）
- ちはやふる3（絵コンテ）
- Z/X Code reunion（絵コンテ）

2020年
- BanG Dream! 3rd Season（絵コンテ）
- 新サクラ大戦 the Animation（絵コンテ）
- 啄木鳥探偵處（絵コンテ）
- D4DJ First Mix（絵コンテ）

2021年
- バック・アロウ（絵コンテ）
- オルタンシア・サーガ（絵コンテ）
- さよなら私のクラマー（絵コンテ）
- D_CIDE TRAUMEREI THE ANIMATION（絵コンテ）
- ビルディバイド -＃000000-（絵コンテ）
- プラチナエンド（絵コンテ）
- テスラノート（絵コンテ）

2022年
- ルパン三世 PART6（絵コンテ）
- このヒーラー、めんどくさい（絵コンテ）
- ワッチャプリマジ!（絵コンテ）
- よふかしのうた（絵コンテ）
- 継母の連れ子が元カノだった（絵コンテ）
- アキバ冥途戦争（絵コンテ）

2023年
- 吸血鬼すぐ死ぬ2（絵コンテ）
- ゴブリンスレイヤーII（絵コンテ）
- キャプテン翼シーズン2 ジュニアユース編（絵コンテ）

2024年
- 戦国妖狐（絵コンテ）
- うる星やつら（2022年版）（絵コンテ）
- 真夜中ぱんチ（絵コンテ）
- 天穂のサクナヒメ（画コンテ）
- 株式会社マジルミエ（絵コンテ）
- チ。-地球の運動について-（絵コンテ）
- 魔王様、リトライ!R（絵コンテ）

2025年
- どうせ、恋してしまうんだ。（絵コンテ）
- 天久鷹央の推理カルテ（絵コンテ）
- 日々は過ぎれど飯うまし（絵コンテ）

### 劇場アニメ
2000年
- 劇場版カードキャプターさくら 封印されたカード（絵コンテ・演出協力）

2010年
- 魔法少女リリカルなのは The MOVIE 1st（絵コンテ）

2012年
- 魔法少女リリカルなのは The MOVIE 2nd A's（絵コンテ）

### OVA
1987年
- エルフ・17（監督）
- ハイスクールAGENT（監督）

1992年
- 電影少女 -VIDEO GIRL AI-（絵コンテ）

1994年
- 魔物ハンター妖子5 光陰覇王の乱（監督）
- なつきクライシス 第2巻（監督）
- 万能文化猫娘（演出）
- 幽幻怪社（絵コンテ）

1995年
- 青空少女隊（演出）

1996年
- ファイアーエムブレム 紋章の謎（1演出）

1998年
- 真（チェンジ!!）ゲッターロボ 世界最後の日（絵コンテ）

1999年
- MASTERキートン（絵コンテ）

2003年
- こみっくパーティーRevolution（監督（第1話 - 第4話））

2005年
- きらめき☆プロジェクト（絵コンテ・演出）

2007年
- ToHeart2（監督補佐）

2008年
- ToHeart2ad（監督）
- やわらか三国志 突き刺せ!! 呂布子ちゃん（脚本・絵コンテ）

2009年
- ToHeart2 adplus（監督）

2010年
- ToHeart2 adnext（監督）

2012年
- ToHeart2 ダンジョントラベラーズ（監督）

### Webアニメ
2024年
- T・Pぼん（絵コンテ）